# Hippasa wigglesworthi
Hippasa wigglesworthi är en spindelart som beskrevs av Gajbe 1999. Hippasa wigglesworthi ingår i släktet Hippasa och familjen vargspindlar. Inga underarter finns listade i Catalogue of Life.